# Ревекка біля колодязя (П'яццетта)
«Ревекка біля колодязя» (італ. Rebecca al pozzo) — картина італійського живописця Джованні Баттісти П'яццетти. Створена приблизно у 1735–1740 роках. Зберігається в  Пінакотеці Брера у Мілані (в колекції з 1916 року).

## Опис
Сюжет полотна взятий з Біблії: Елієзер доносить до зніяковілої красуні Ревеки пропозицію Ісаака про одруження. Теми зі Старого Заповіту були дуже популярні у живописі, особливо, як у цьому випадку, з додаванням до композиції другорядних персонажів (пасторальна сцена праворуч на другому плані) і тварин (корови і верблюд), які зображені з деякою часткою гумору.
Цей твір відноситься до пізнього етапу творчості художника і є квінтесенцією театрального духу венеційського мистецтва XVIII століття. Для робіт цього часу притаманні яскраво виражені стилістичні зміни: П'яццетта, користуючись досвідом Джованні Баттісти Тьєполо, відмовляється від сильних тіньових контрастів, характерних венеціанському живопису XVII століття, звертаючись до розсіяного полудневого освітлення, в яке м'яко занурені персонажі, одягнені у тогочасне вбрання. Композиційній побудові притаманна велика просторовість, яка не порушується схвильованими жестами і напруженістю, яка характерна для доби бароко.